# رناتو (بازیکن فوتبال، زاده ۱۹۷۹)
رناتو دیرنی فلورنسیو سانتوس (پرتغالی: Renato Dirnei Florêncio Santos؛ زادهٔ ۱۵ مهٔ ۱۹۷۹) که به صورت ساده با نام رناتو شناخته می‌شود، بازیکن فوتبال پیشین اهل برزیل است.
از باشگاه‌هایی که در آن بازی کرده‌است می‌توان به سانتوس، سویا و بوتافوگو اشاره کرد.

## افتخارات

### باشگاهی
سانتوس
- مسابقه قهرمانی سری آ برزیل: ۲۰۰۲، ۲۰۰۴؛ نایب قهرمان ۲۰۱۶
- جام حذفی فوتبال برزیل: نایب قهرمان ۲۰۱۵

سویا
- کوپا دل ری: ۰۷–۲۰۰۶، ۱۰–۲۰۰۹
- سوپر جام فوتبال اسپانیا: ۲۰۰۷؛ نایب قهرمان ۲۰۱۰
- لیگ اروپا: ۰۶–۲۰۰۵، ۰۷–۲۰۰۶
- سوپرجام اروپا: ۲۰۰۶؛ نایب قهرمان ۲۰۰۷

### ملی
برزیل
- کوپا آمریکا: ۲۰۰۴
- جام کنفدراسیون‌ها: ۲۰۰۵